# Oude Civiele Griffie

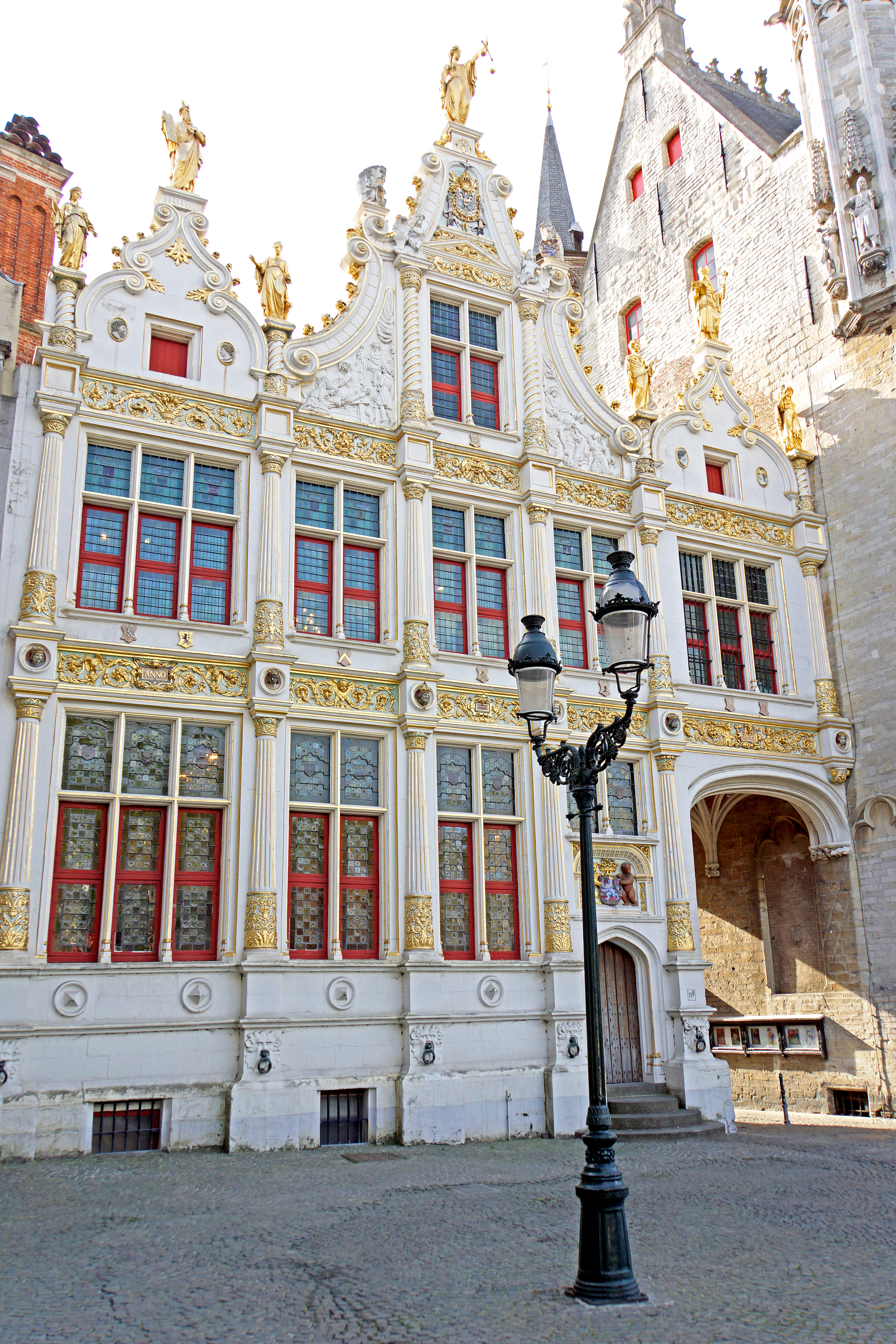
Voorgevel van de Civiele Griffie. Rechts de doorgang naar de Blinde-Ezelstraat en de zijgevel van het Stadhuis.

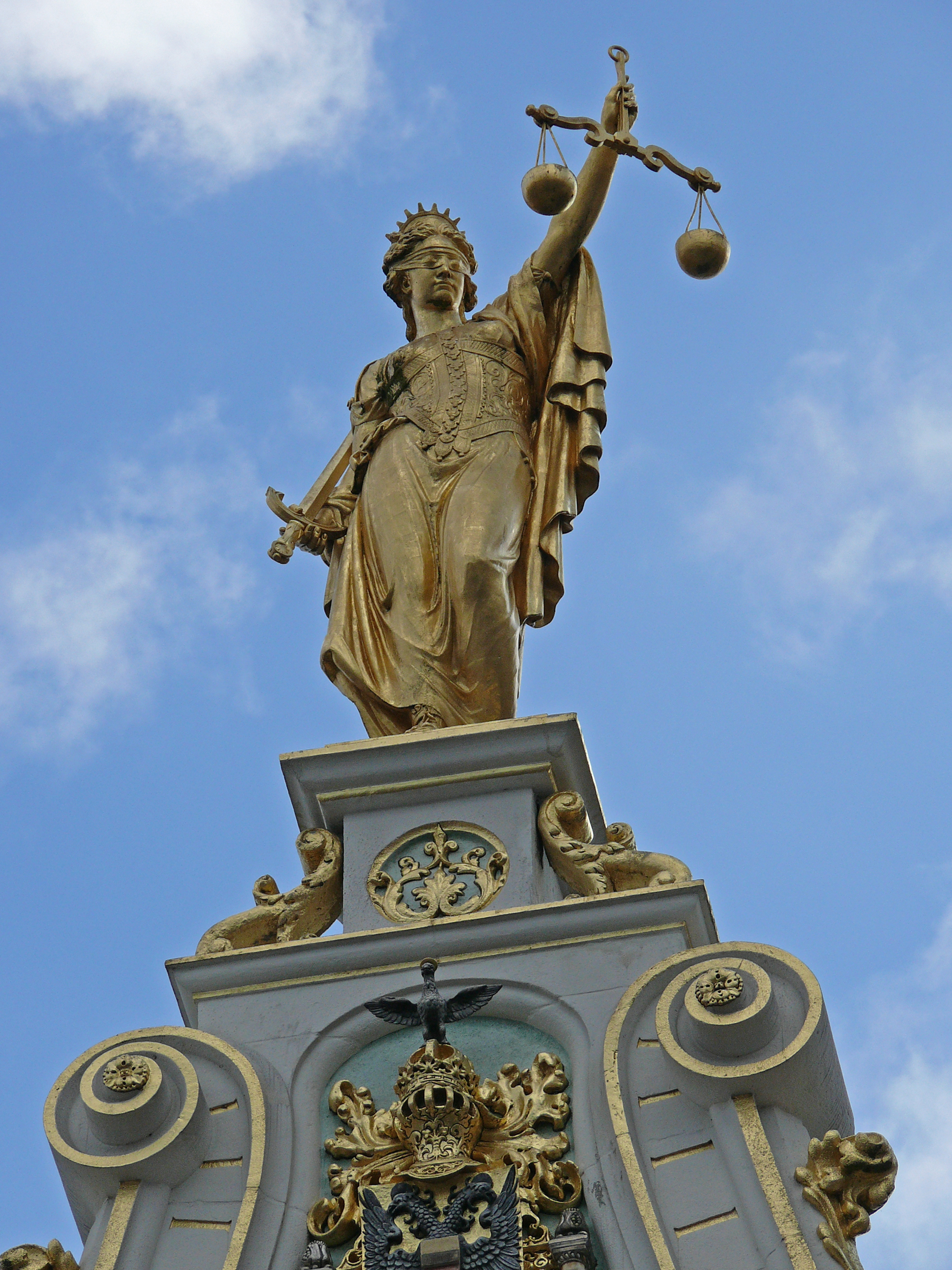
Vrouwe Justitia-beeld op de Civiele Griffie van de hand van Hendrik Pickery.

De oude Civiele (of Burgerlijke) Griffie of Griffie van het Brugse Vrije is een van de oudste renaissancegebouwen van Vlaanderen. Het bevindt zich aan de Burg in Brugge, tussen het Landhuis van het Brugse Vrije en het Stadhuis.
Het werd in 1537 voltooid en huisvestte de griffier-civiel, een van de belangrijkste stedelijke ambtenaren. De gevel is volledig opgetrokken in natuursteen en is rijkelijk versierd met beeldhouwwerk. De bronzen beelden dateren van 1883 en zijn van de hand van de Brugse beeldhouwer Hendrik Pickery.
Het gebouw kende drie restauraties. De eerste restauratie liep van 1877 tot 1881 en gebeurde onder leiding van stadsarchitect Louis Delacenserie. Hij gaf het pand zijn 16e-eeuwse luister terug door het vernieuwen of toevoegen van beeldhouwwerk, decoratie en polychromie. In 1980 werden de gevels, na een voorverharding, gereinigd. Een wetenschappelijk onderzoek tijdens de jaren 1993-1996 ten slotte, mondde uit in een derde restauratie in 2001. Met deze laatste restauratie werd gepoogd de oorspronkelijke kleurenpracht weer te geven.
Het gebouw is een beschermd monument sinds 1942 en sinds september 2009 aangeduid als vastgesteld bouwkundig erfgoed. Het gebouw wordt vandaag nog steeds gebruikt door het stadsbestuur van Brugge.